# 须鱊
须鱊（学名：Acheilognathus barbatus）为輻鰭魚綱鯉形目鱊科鱊屬的鱼类，是中国的特有物种。分布于长江和闽江等水系。该物种的模式产地在安徽宁国。體長可達9公分，棲息在河川底中層水域，繁殖期時，雌魚有一個產卵器，用於將卵產在雙殼貝體內，幼魚會留在中貝殼中直到它們會游泳，生活習性不明。

## 扩展阅读
維基物種上的相關：须鱊